# Daniel Połomnik

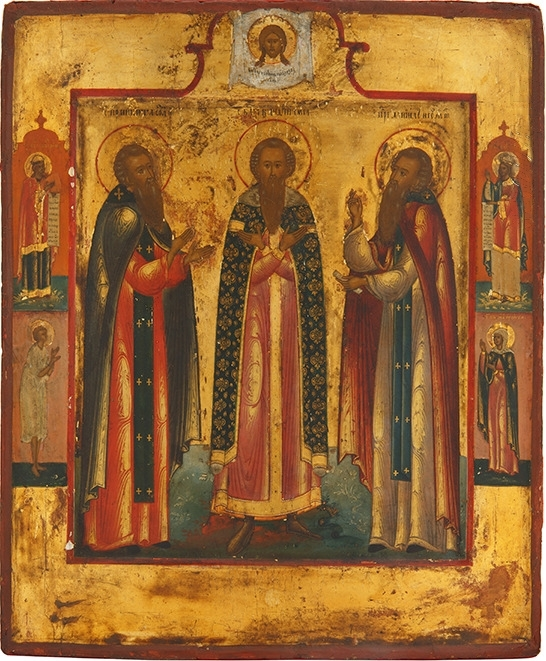
Św. Andrzej Smoleński (w środku), Daniel Pielgrzym (po prawej) i św. Nicetas z Medikionu (po lewej), XVIII w.

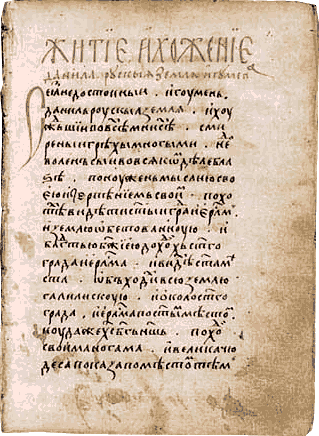
Fragment rękopisu Chożdzienije ihumena Daniela z XII w.

Daniel Połomnik (tzw. Pielgrzym) – średniowieczny mnich prawosławny jednego z klasztorów ruskich, autor Chożdzienija Daniiła Russkija ziemli ihumena (Wędrówka/Pielgrzymka ihumena jednego z klasztorów ruskich, Daniela), będącego opisem pielgrzymki do Palestyny, którą autor odbył w latach 1106-08 za panowania pierwszego króla Jerozolimy - Baldwina. Spędził w Ziemi Świętej 16 miesięcy. Książka ta stanowi cenne źródło historyczne, obrazujące Palestynę w okresie po pierwszej wyprawie krzyżowej oraz klasyczny utwór staroruskiej literatury pielgrzymiej. Zachowało się około 150 (kompletnych i niekompletnych) rękopisów tego utworu, niektóre z nich były poddane zmianom redakcyjnym. Liczba i lokalizacja odkrytych dotąd rękopisów świadczy o całkiem sporej popularności tego utworu. Szesnastowieczny odpis redakcji w języku serbskim odkryto na Bałkanach, co świadczy o tym, że książkę znano wśród Słowian południowych.
Nie ma wystarczających źródeł historycznych, które mogłyby jednoznacznie określić tożsamość Daniela Połomnika. Na podstawie treści książki jego autorstwa przypuszcza się , że w czasie pielgrzymki miał około pięćdziesiąt lat i należał do warstwy możnych. Historyk radziecki Borys A. Rybakow łączy postać ihumena Daniela z Danielem biskupem Juriewa nad Rosią (1114-1122) oraz bohaterem bylin staroruskich Daniłą Ihnatowiczem; współcześnie traktuje się tę hipotezy jako ciekawostki, ponieważ są to słabo uargumentowane spekulacje.
Ze względu na porównanie Jordanu do rzeki Snow przypisywano mu pochodzenie czernihowskie lub przynajmniej jakiegoś rodzaju związek z tym regionem, ale nie jest to wniosek pewny, gdyż rzeki o tej samej nazwie znajdują się także w innych miejscach na Rusi.